# Spidsrod
 Der er for få eller ingen kildehenvisninger i denne artikel, hvilket er et problem. Du kan hjælpe ved at angive troværdige kilder til de påstande, som fremføres i artiklen.

Spidsrod er en militær pryglestraf. Delinkventen går med bar overkrop og bundet på hænderne trukket af to soldater mellem to rækker menige soldater, der prygler ham med hasselkæppe. Bag hver række soldater står officerer, der prygler de soldater, der ikke prygler delinkventen.
Spidsrod var nævnt i den militære straffelov indtil 17. oktober 1836, hvor det blev afskaffet ved kongelig parolbefaling. Straffen blev idømt for forskellige diciplinære forseelser som udeblivelse fra tjeneste eller desertering.
En strafudmåling på tre gange spidsrod mellem 300 mand var hyppig. Det vil sige, at delinkventen fik 900 slag. Normalt ansås ni gange spidsrod (2.700 slag) for en dødsstraf.
D. 16. december 1709 blev to soldater ved Marineregimentet idømt 36 gange spidsrod imellem 3.000 soldater (108.000 slag), hvilket reelt var en dødsstraf. Fra 1727 til 1734 var en af de mulige domme på Christiansø "at løbe 8 gange spidsrod gennem 300 mand".
Under Frederik IV's landmilits fra 1701 skulle karle og unge husmænd deltage i militsen, fra de var 18 år, til de var 45. Hver søndag skulle de møde til eksercits ved kirken efter gudstjenesten. Første gang de udeblev fra eksercitsen, blev de idømt tre års ekstra tjeneste. Anden gang skulle de løbe tre gange spidsrod. Tredje gang blev de henrettet eller fængslet på livstid.
Stening er som spidsrod en straf, hvor mange straffer en enkelt person, og alles bidrag er den endelige straf. Der er således ikke kun én bøddel, der udfører straffen.